# Гайя: Месть богов (фильм)
«Гайя: Месть богов» (англ. Gaia) — фильм ужасов режиссёра Жако Бауэра, содержащий элементы жанра фантастика и фэнтези. Премьера картины состоялась 15 марта 2021 в рамках фестиваля South by Southwest, где она была тепло принята зрителями и критиками, а также получила приз за лучшую операторскую работу. Российская премьера была запланирована на 28 октября 2021 года.

## Сюжет
Во время обхода территории реликтового леса его смотритель обнаруживает двух странных людей: отца и сына, ведущих постапокалиптический образ жизни. У них своя религия и весьма специфическое отношение к природе. Пытаясь разгадать причины столь необычного поведения, смотритель сталкивается с тайной, которая способна изменить весь ход развития жизни на нашей планете. В чаще леса пробудилось нечто. Нечто более древнее, чем само человечество. И, возможно, более могущественное.